# Ahn Young-mi
Ahn Young-mi (Hangul: 안영미; Wonju, 5 de noviembre de 1983) es una comediante surcoreana.

## Carrera
Participó en la segunda edición de la versión femenina del programa de variedades Real Men.

## Filmografía

### Series de televisión
- Yumi's Cells (2021) - TV
- Tale of Gyeryong Fairy[2]
- Kill Me, Heal Me (2015) - TV
- A Dynamite Family (2014)
- Happy Together (2013) - TV
- I can Hear Your Voice (2013) -TV
- The Winter of the Year was Warm (2012)
- Reply 1997 (2012) - TV

### Apariciones en programas
| Año  | Programa             | Notas                        |
| ---- | -------------------- | ---------------------------- |
| 2016 | Battle Trip          | ep. 13 - junto a Lee Guk-joo |
| 2015 | Real Men             | "Edition 2" - miembro        |
| 2015 | I Can See Your Voice | Ep. #1-4 - miembro del panel |

## Premios y nominaciones
| Año  | Categoría           | Premio                  | Trabajo | Resultado |
| ---- | ------------------- | ----------------------- | ------- | --------- |
| 2021 | Excellence in Radio | MBC Entertainment Award | -       | Ganó      |